# Submykenische Keramik

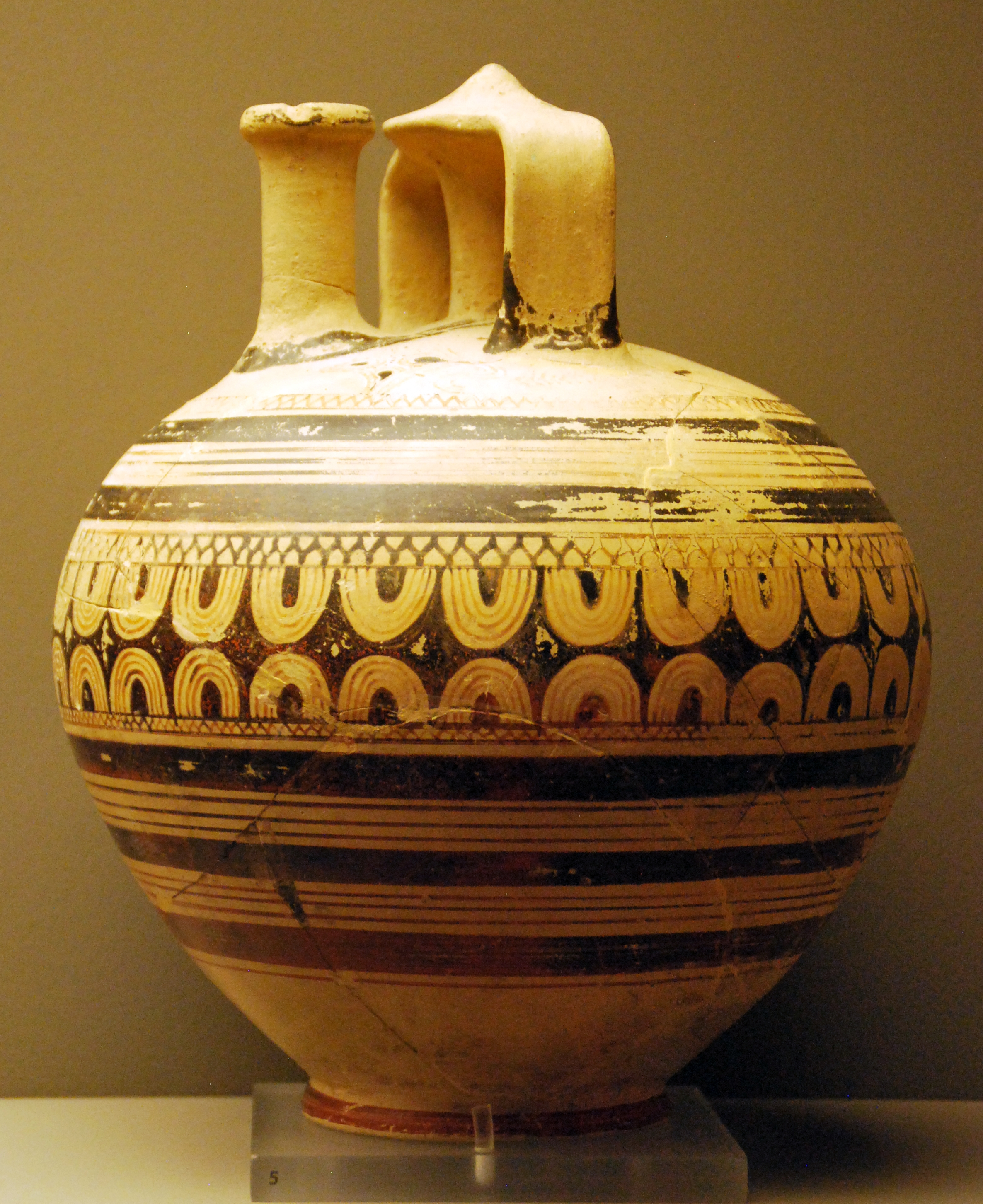
Submykenische Bügelkanne aus dem Museum für kykladische Kunst in Athen.

Als Submykenische Keramik wird eine Stilrichtung der antiken griechischen Keramik bezeichnet. Der Stil verbindet die mykenischen Keramikstile, besonders des spätmykenischen Stils, mit den nachfolgenden Stilen der Protogeometrischen Keramik. Die Vasen werden in den Zeitraum zwischen 1030 und 1000 v. Chr. datiert.
Die Submykenische Keramik ist noch recht schlecht dokumentiert, da aufgrund der zu dieser Zeit in vielen Regionen dünnen Besiedelung Griechenlands nur relativ wenige Fundplätze bekannt sind. Der Stil wurde erstmals 1939 von Wilhelm Kraiker und Karl Kübler aufgrund von Funden am Pompeion auf dem Kerameikos-Friedhof in Athen sowie auf Salamis erkannt, Arne Furumark klassifizierte die Keramik allerdings ein paar Jahre später als LH III C 2. Eine Eigenständigkeit des submykenischen Stiles war unter Archäologen lange umstritten, bis man in Mykene spätmykenische und submykenische Funde in getrennten stratigraphischen Schichten fand. Die Gefäße wurden vor allem bei Körperbestattungen und in Steinkistengräbern gefunden. Die Fundorte sind weit gestreut, was für Lebensformen in Kleinsiedlungen spricht. Neben den schon genannten Orten fand sich submykenische Keramik unter anderem in Korinth, Asine, Kalapodi, Lefkandi, Tiryns und an verschiedenen Fundorten der nordwestlichen Peloponnes. Auch in Westanatolien kam an einigen Fundorten Keramik zum Vorschein, die als submykenisch eingestuft wird. Jenseits der Adria wurde Keramik submykenischen Stils in Roca Vecchia in Apulien gefunden, während sich bei den jüngsten Exemplaren mykenischer oder mykenisierender Keramik aus dem apulischen Punta Meliso (Santa Maria di Leuca) nicht sicher entscheiden lässt, ob sie stilistisch bereits der submykenischen oder noch sehr später SH III C-Keramik zuzuordnen sind. Der ganz überwiegende Teil der Funde stammt aus Gräbern, in Siedlungen traten meist nur wenige Scherben zu Tage.

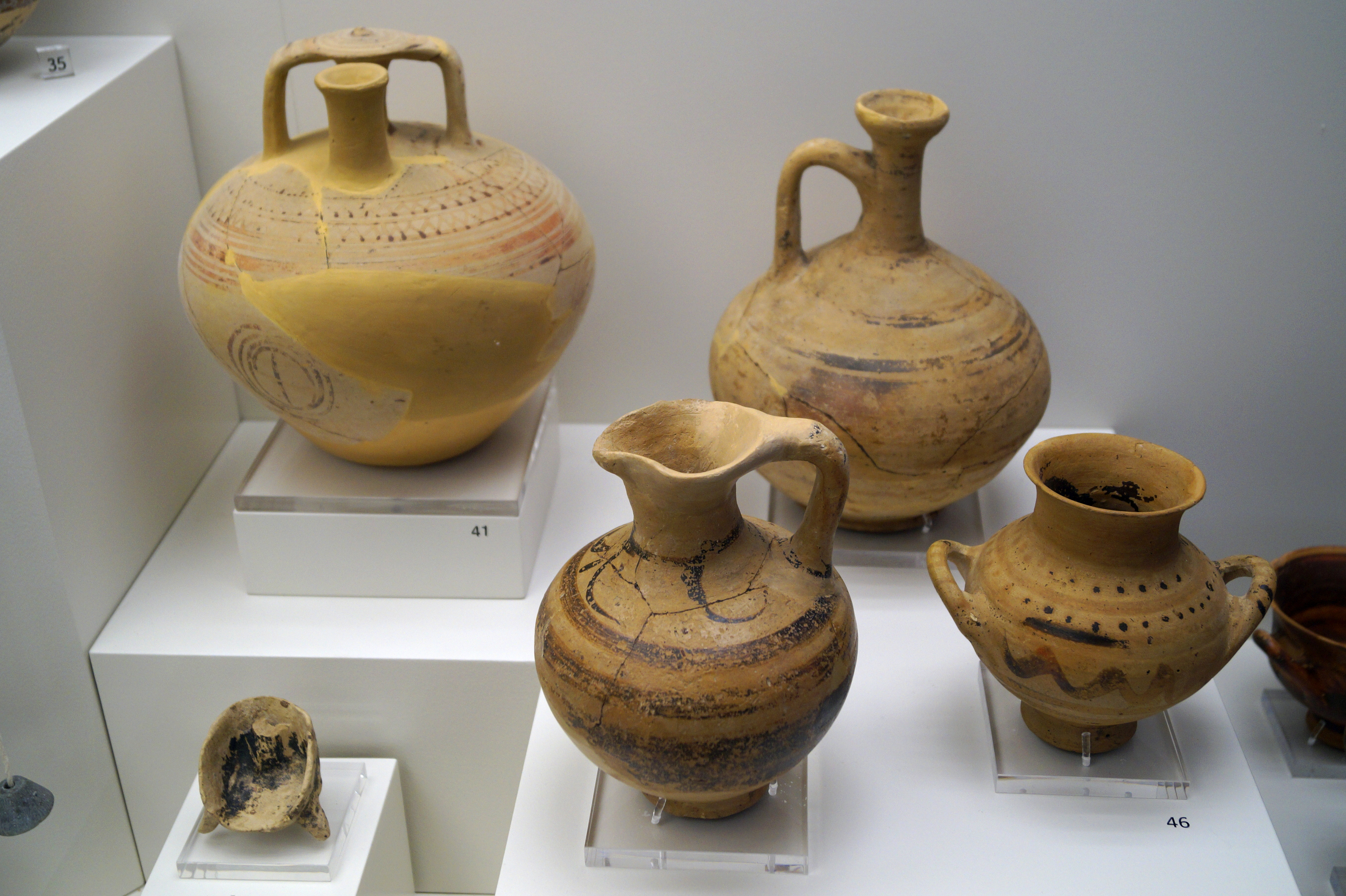
Vier Beispiele submykenischer Keramik im Archäologischen Museum Salamis

Die Qualität der Vasen ist sehr unterschiedlich. Es wurden nur wenige Formen hergestellt, vor allem Bügelkannen mit einem Luftloch in der Schulter, Bauch- und Halshenkelamphoren, Lekythen sowie Kannen, die zum Teil Kleeblattmündungen hatten. Gegen Ende der submykenischen Periode wurden die Bügelkannen von Lekythen verdrängt. Während die Gefäße aus Siedlungen die in spätmykenischer Zeit übliche Größe besaßen, sind die Grabgefäße meist wesentlich kleiner. Die Dekoration ist schlicht, die handgemalten Motive beschränken sich auf waagerechte und senkrechte Wellenlinien, einfache, doppelte, schraffierte und überlappende Dreiecke sowie einfache oder konzentrische Halbkreise. Die Schultern der Lekythen, Amphoren und Bügelhenkelkannen wurden ornamental verziert. Amphoren, Amphoriskoi und Kannen wurden meist mit einer mehr oder weniger dicken Wellenlinie bemalt.